# ジョージ・マコーリー・トレヴェリアン

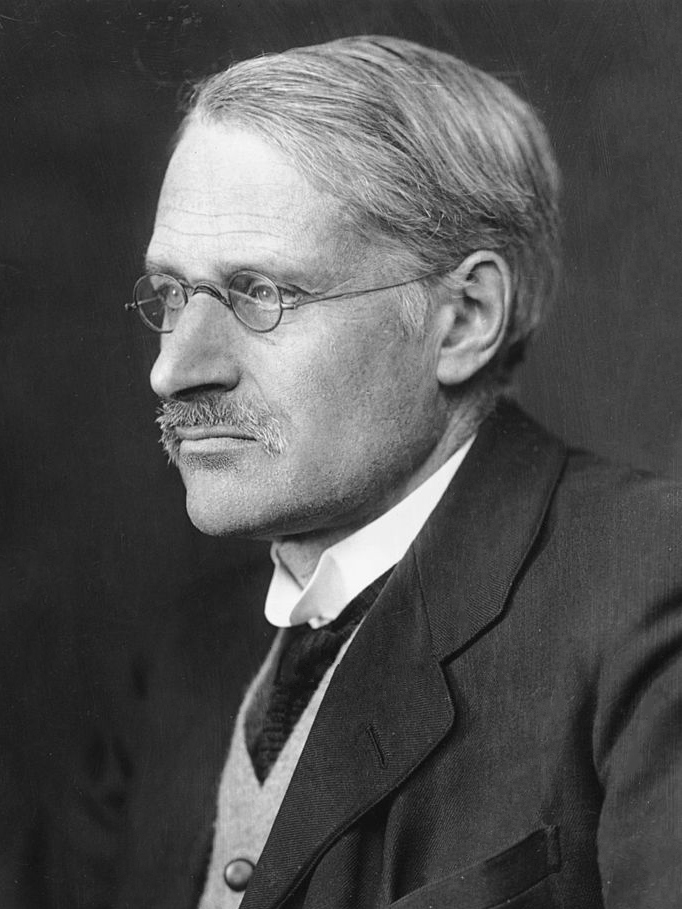
G・M・トレヴェリアン

ジョージ・マコーリー・トレヴェリアン（George Macaulay Trevelyan、1876年2月16日 - 1962年7月21日）は、イギリスの歴史学者。

## 人物・来歴
1898年から1903年までケンブリッジ大学トリニティ・カレッジのフェロー。その後20年以上在野の歴史家。1927年から43年までケンブリッジ大学教授。
準男爵サー・ジョージ・オットー・トレヴェリアンの三男。大叔父にトーマス・バビントン・マコーリーがいる（妹の孫に当る）。

## 日本語訳
- 『英国社会史－チョーサーよりヴィクトリア女王までの六世紀間の眺望』全2巻、林健太郎監修、山川出版社 1949-50
- 『イギリス社会史』全2巻、藤原浩・松浦高嶺訳、みすず書房 1971-83。度々新版
- 『イギリス史』全3巻、大野真弓監訳、みすず書房 1973-75。度々新版
- 『イングランド革命 1688～1689』松村赳訳、みすず書房 1978